# Tážaly
Tážaly (Duits: Tatzal) is een Moravisch dorp, deelgemeente en kadastrale gemeente in Tsjechië. Samen met het dorp Kožušany vormt Tážaly de gemeente Kožušany-Tážaly en tweelingdorp. In Tážaly wonen ongeveer 307 mensen (2021).

## Geschiedenis
- 1078 – De eerste schriftelijke vermelding van Tážaly.

## Aanliggende (kadastrale) gemeenten
| Aanliggende (kadastrale) gemeenten1 | Aanliggende (kadastrale) gemeenten1 | Aanliggende (kadastrale) gemeenten1 | Aanliggende (kadastrale) gemeenten1 | Aanliggende (kadastrale) gemeenten1 |
| ----------------------------------- | ----------------------------------- | ----------------------------------- | ----------------------------------- | ----------------------------------- |
|                                     |                                     | Kožušany                            |                                     |                                     |
|                                     |                                     |                                     |                                     |                                     |
|                                     |                                     |                                     |                                     |                                     |
|                                     |                                     |                                     |                                     |                                     |
|                                     |                                     | Blatec                              |                                     |                                     |

1 Cursief geschreven namen zijn andere kadastrale gemeenten binnen Kožušany-Tážaly.